# Корнелювка (Мазовецьке воєводство)
Корнелювка (пол. Kornelówka) — село в Польщі, у гміні Пневи Груєцького повіту Мазовецького воєводства.
Населення — 52 особи (2011).
У 1975-1998 роках село належало до Радомського воєводства.

## Демографія
Демографічна структура станом на 31 березня 2011 року:
|          | Загалом | Допрацездатний вік | Працездатний вік | Постпрацездатний вік |
| -------- | ------- | ------------------ | ---------------- | -------------------- |
| Чоловіки | 25      | 5                  | 17               | 3                    |
| Жінки    | 27      | 5                  | 15               | 7                    |
| Разом    | 52      | 10                 | 32               | 10                   |